# Robographe

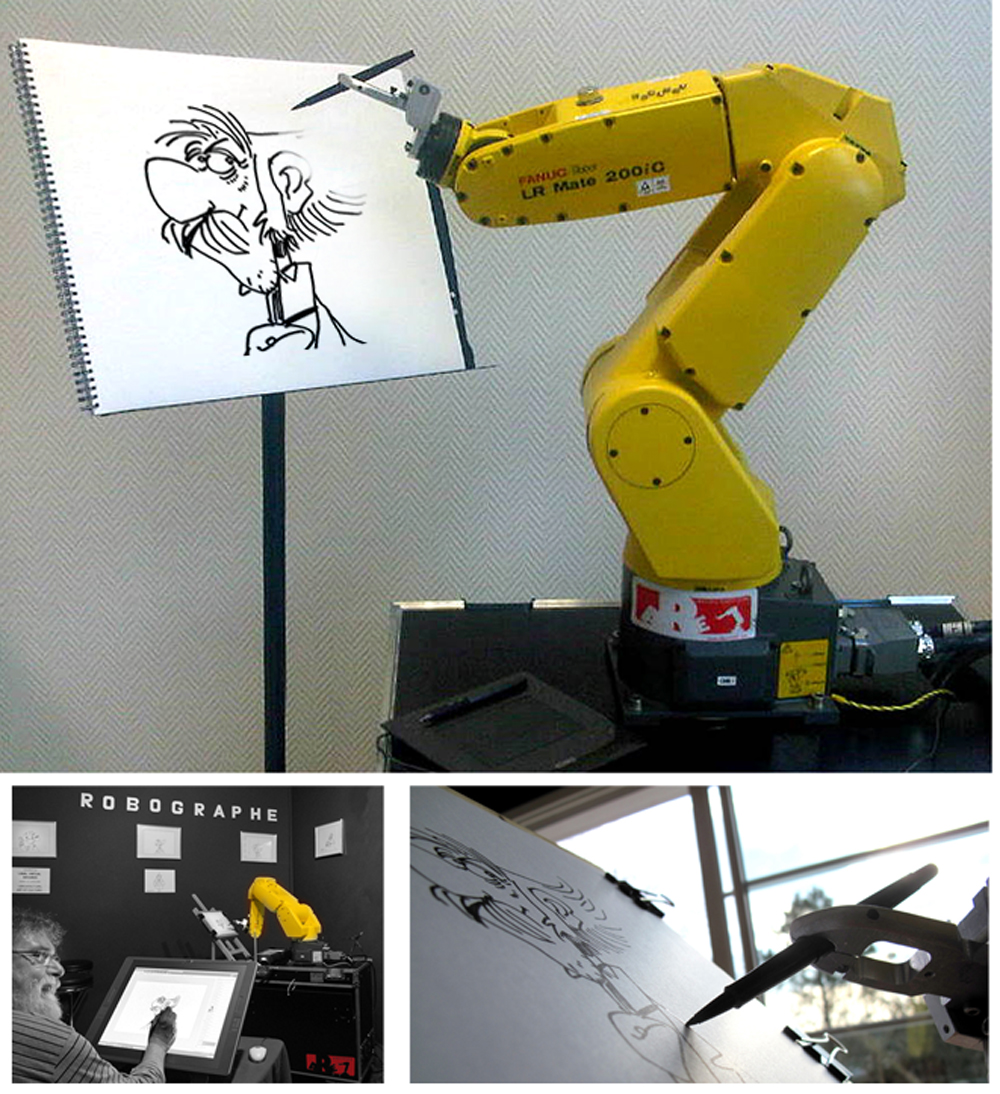
Robographe

Un robographe est un robot qui produit un texte ou un dessin en imitant les gestes d'un humain.
On peut voir de nos jours des procédés innovants pour programmer des robots industriels en utilisant la capture de mouvement. À l'aide d'une tablette tactile, l'utilisateur effectue son dessin. La gestuelle de sa main est alors captée et renvoyée au robographe qui restitue fidèlement le dessin dans l'ordre chronologique.
Avec ce procédé, on peut ainsi réaliser des séries de robographies numérotées et signées par l'auteur. Ce procédé contribue à préserver la gestuelle des opérateurs experts dans un métier, le chef d'orchestre, le dessinateur ou le peintre dans le monde du traitement de surface.